# Isla San Telmo
Isla San Telmo is een onbewoond eiland in de golf van Panama. Het is onderdeel van de eilandengroep genaamd de Pareleilanden en behoort tot de provincie Panama van het gelijknamige land.
Het eiland bevindt zich twee kilometer ten zuiden van Isla del Rey.
Aan de noord- en westkust van het eiland bevinden zich stranden.
In het tweede seizoen van de serie The Island with Bear Grylls worden de mannen achtergelaten op Isla San Telmo, ook in het derde seizoen is het eiland de opnamelocatie voor de serie.